# Generál Laudon (píseň)

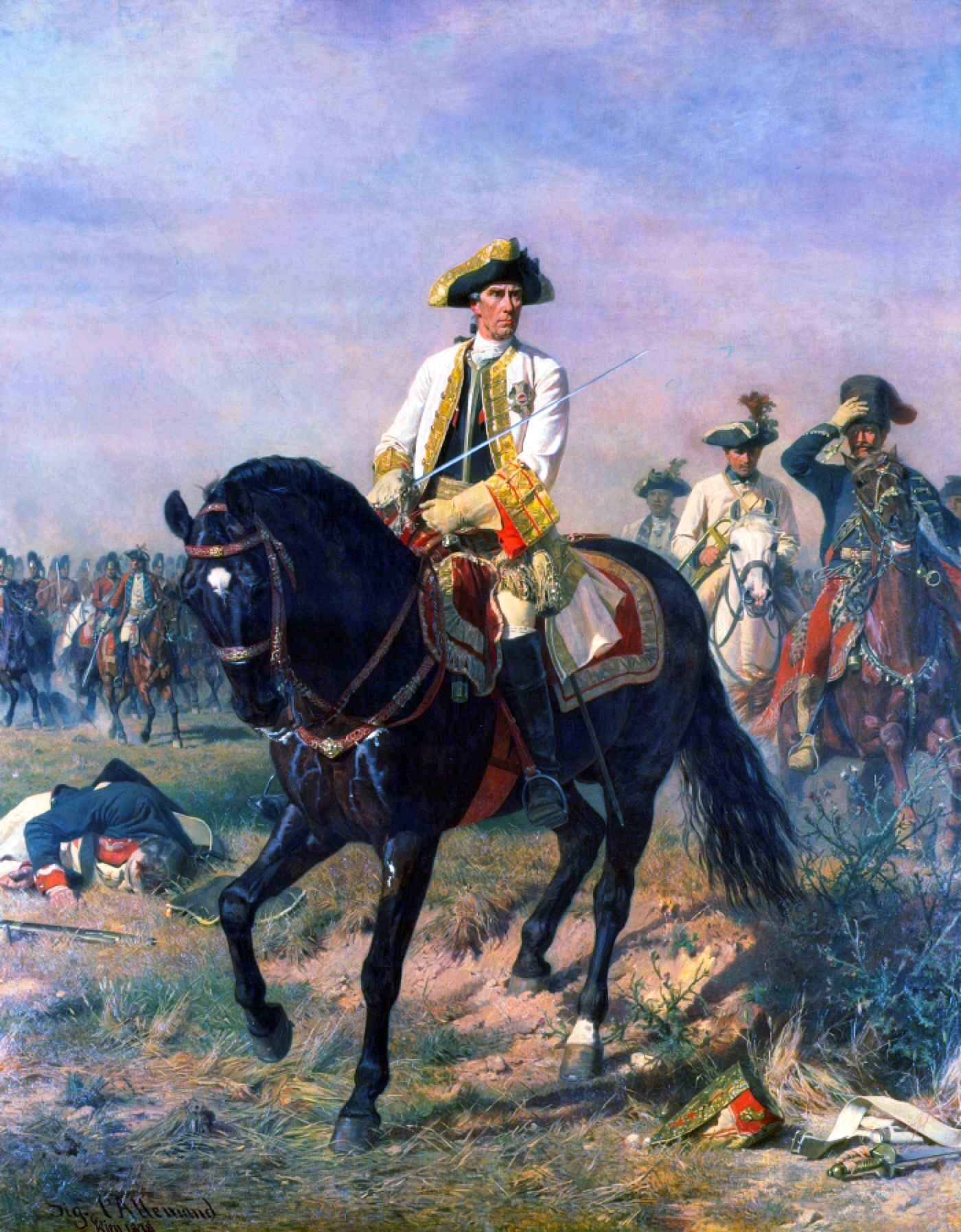
Generál Ernst Gideon von Laudon po bitvě u Kunersdorfu v roce 1759.

Píseň Generál Laudon jede skrz vesnici, je česká lidová píseň. 

## Vznik
Podle některých zdrojů píseň vznikla v březnu 1757 v Rynolticích na Liberecku, kde slavný vojevůdce, generál Ernst Gideon von Laudon (1717–1790), v době sedmileté války velel císařské armádě na severu Čech. Na roubeném domě č. p. 3, kde generál strávil 3 dny, připomíná jeho návštěvu pamětní deska.

## Text písně
Refrén:
Generál Laudon jede skrz vesnici,

Generál Laudon jede skrz ves.

Jede skrz vesnici, má bílou čepici,

Generál Laudon  jede skrz ves.

Poté následuje zvolání:
"Stůj, kdo tam?"

odpověď:
"Patrola!"

"Jaká?"

"Vojenská."

"Kdo ji vede?"

"Ženská!"

"Jaká?"

Poté následuje odpověď (např. "blonďatá") a druhý refrén:
Blonďatou, blonďatou, tu já mám nejradši,

Blonďatou, blonďatou, tu já mám rád!

Já ji pomiluju, ona zase mě, mě, mě,

že je blonďatá, trápí srdce mé!

Znovu se opakuje první refrén a 
Její refrén se stále opakuje a lze ji zpívat dle fantazie do nekonečna.